# ちっぽけな勇気と…。
『ちっぽけな勇気と…。』(ちっぽけなゆうきと･･･。)は、日本のパンク・ロックバンド、THE STAND UPの2枚目のアルバム。2003年2月26日発売。

## 概要
- メジャーデビュー作品1枚目となる作品。当時の10代からの支持もあり、オリコンチャートでは初登場6位を記録した[1]。

## 収録曲
1. 小さな空[3:03]
作詞：坂本タカノリ／作曲：太田タケヒロ／編曲：THE STAND UP・町田昌弘
2. ありがとう[4:08]
作詞：坂本タカノリ／作曲：太田タケヒロ／編曲：THE STAND UP・町田昌弘
3. 大切なあなたよ、サヨナラ。[4:40]
作詞：坂本タカノリ／作曲：太田タケヒロ／編曲：THE STAND UP・町田昌弘
4. あの時の約束を[2:42]
作詞：坂本タカノリ／作曲：太田タケヒロ／編曲：THE STAND UP・町田昌弘
5. 明日のために[2:22]
作詞：坂本タカノリ／作曲：太田タケヒロ／編曲：THE STAND UP・町田昌弘
6. 願い風[4:03]
作詞：坂本タカノリ／作曲：太田タケヒロ／編曲：THE STAND UP・町田昌弘
7. ROBO[3:36]
作詞：坂本タカノリ／作曲：太田タケヒロ／編曲：THE STAND UP・町田昌弘
8. 二人だけの星降る夜[5:46]
作詞：坂本タカノリ／作曲：太田タケヒロ／編曲：THE STAND UP・町田昌弘
9. 笑顔の歌[4:02]
作詞：坂本タカノリ／作曲：太田タケヒロ／編曲：THE STAND UP・町田昌弘
10. 祈り[2:43]
作詞：坂本タカノリ／作曲：太田タケヒロ／編曲：THE STAND UP・町田昌弘
11. (Secret Track)[1:42]